# 2019年長崎県議会議員選挙
2019年長崎県議会議員選挙（2019ねんながさきけんぎかいぎいんせんきょ）は、2019年（平成31年）4月7日に投票が行われた長崎県議会の議員を改選するための一般選挙である。

## 概要
県議会議員の4年の任期満了に伴う選挙であり第19回統一地方選挙の一環として行われた。なお、長崎県議会議員選挙は1947年（昭和22年）4月に実施された第1回の選挙からいずれも統一地方選挙の日程で実施されている。
2019年3月29日に告示され、定数46に対し62人が立候補。7つの選挙区で9人の無投票当選が決まった。

## 選挙データ
- 告示日:2019年3月29日
- 投開票日:2019年4月7日
- 改選議席数:46議席
- 選挙区:16選挙区（うち7選挙区で無投票）
- 立候補者:62名（うち9名が無投票当選）

自由民主党:35名
公明党:3名
国民民主党:5名
日本共産党:3名
立憲民主党:2名
社会民主党:2名
無所属:12名

## 選挙結果
自民党は追加公認も含め33人が当選、議席の3分の2を占めた。立憲民主党は初の議席を獲得し、公明、国民、社民、共産は議席を維持した。

## 当選者
自民党 
 公明党   国民民主党 
 社民党 
 立憲民主党 
 共産党 
 無所属 
| 長崎市             | 中村泰輔 | 麻生隆     | 浅田眞澄美 | 堀江ひとみ | 中山功   |
| 長崎市             | 赤木幸仁 | 川崎祥司   | ごうまなみ | 深堀浩     | 下条博文 |
| 長崎市             | 前田哲也 | 坂本浩     | 浦川基継   | 久保田将誠 |          |
| 佐世保市・北松浦郡 | 宮島大典 | 宮本法広   | 山下博史   | 溝口芙美雄 | 山田朋子 |
| 佐世保市・北松浦郡 | 吉村洋   | 外間雅広   | 田中愛国   | 堤典子     |          |
| 島原市             | 山本由夫 | 大場博文   |            |            |          |
| 諫早市             | 八江利春 | 大久保潔重 | 中村和弥   | 山口初實   |          |
| 大村市             | 松本洋介 | 小林克敏   | 北村貴寿   |            |          |
| 平戸市             | 西川克己 |            |            |            |          |
| 松浦市             | 石本政弘 |            |            |            |          |
| 対馬市             | 坂本智徳 |            |            |            |          |
| 壱岐市             | 山本啓介 |            |            |            |          |
| 五島市             | 山田博司 |            |            |            |          |
| 西海市             | 瀬川光之 |            |            |            |          |
| 雲仙市             | 徳永達也 | 宅島寿一   |            |            |          |
| 南島原市           | 中島浩介 | 中村一三   |            |            |          |
| 西彼杵郡           | 山口経正 | 饗庭敦子   |            |            |          |
| 東彼杵郡           | 中島廣義 |            |            |            |          |
| 南松浦郡           | 近藤智昭 |            |            |            |          |

### 補欠選挙
現在の任期中は、以下の3例
| 年     | 月   | 選挙区       | 当選者   | 当選政党 | 欠員       | 欠員政党 | 欠員事由         |
| ------ | ---- | ------------ | -------- | -------- | ---------- | -------- | ---------------- |
| 2021年 | 4月  | 諫早市選挙区 | 千住良治 | 自民党   | 大久保潔重 | 無所属   | 諫早市長選挙出馬 |
| 2021年 | 4月  | 諫早市選挙区 | 坂口慎一 | 自民党   | 中村和弥   | 自民党   | 辞職             |
| 2021年 | 12月 | 五島市選挙区 | 清川久義 | 自民党   | 山田博司   | 無所属   | 衆院選出馬       |
| 2022年 | 7月  | 壱岐市選挙区 | 鵜瀬和博 | 自民党   | 山本啓介   | 自民党   | 参院選出馬       |